# Antonino D'Angelo
Antonino D'Angelo (Messina, 16 gennaio 1955 – Messina, 21 novembre 1980) è stato un poliziotto italiano, sovrintendente in servizio alla Questura di Messina, medaglia di bronzo al valor civile.

## Biografia
Antonino D'Angelo morì il 21 novembre del 1980 durante una rapina in banca presso il rione Provinciale di Messina. Benché fuori servizio intervenne per fermare i rapinatori, ma fu fulminato per errore da una guardia giurata. A seguito del suo gesto eroico gli fu conferita la medaglia di bronzo al valor civile. Nel 2011, alla presenza dell'allora capo della Polizia Antonio Manganelli, fu intitolata in suo onore la scalinata di Largo Avignone in Messina.